# Skyguard-Sparrow

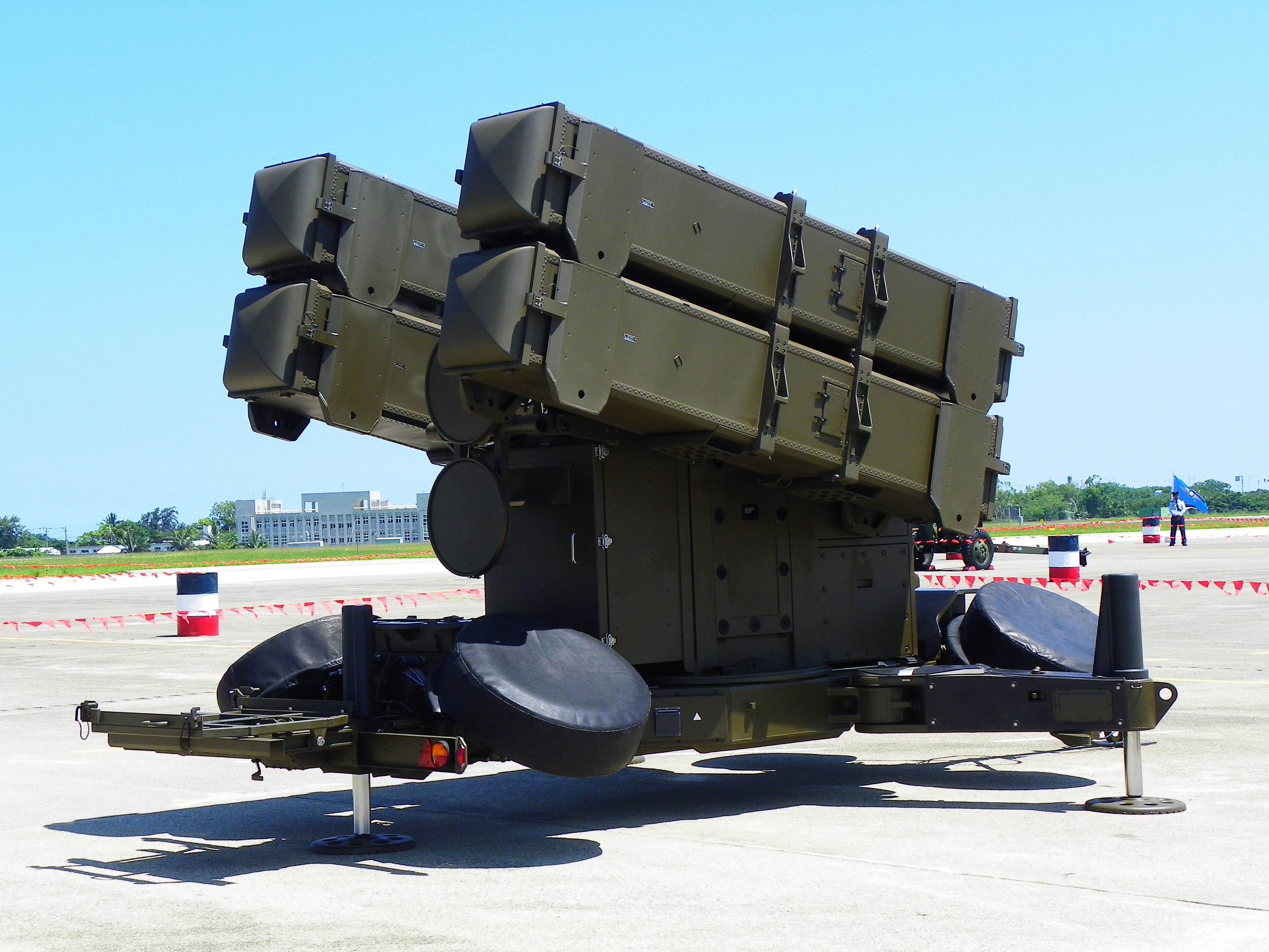
Пускова установка ЗРК «Skyguard-Sparrow» на авіабазі Суншань

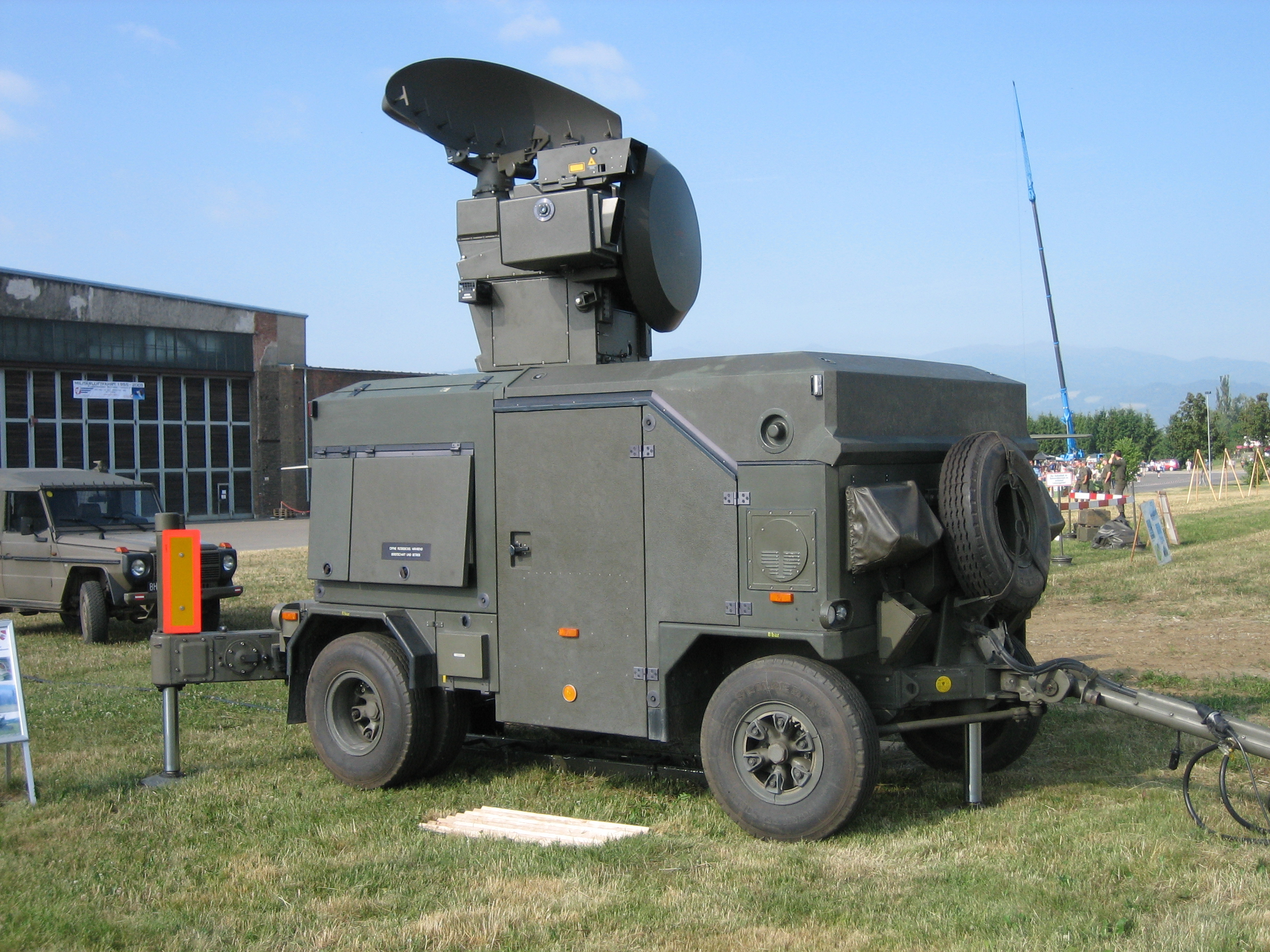
Радар системи Skyguard розробки Oerlikon Contraves Австрійських ВПС

Skyguard-Sparrow — зенітно-ракетний комплекс ближньої-середньої дальності, що використовує як ЗУР модифікацію американської AIM-7 Sparrow класу «повітря-повітря». Розроблений швейцарською фірмою "Oerlikon Contraves AG ".
Роботи зі створення велися на базі комп'ютеризованої зенітної зброї Ерлікон GDF-005 з кінця 70-х років XX ст. Комплекс неодноразово модернізувався.

## Модифікації
На озброєнні армій Італії, Іспанії, Греції, Канади, Єгипту перебуває низка модифікацій даного ЗРК із ракетами різних виробників, зокрема:
- Skyguard-Aspide — ЗРК у складі комплексу Skyguard з італійською ракетою Aspide, розробленою на базі RIM-7E «Sea Sparrow»

## ТТХ
- Максимальна дальність перехоплення: 10 км
- Мінімальна дальність перехоплення: 1,5 км.
- Максимальна висота перехоплення: 6000 м
- Мінімальна висота перехоплення: 15 м
- Максимальна ефективна дальність стрільби з 35-мм артустановки: 4 км.
- Швидкострільність 35-мм артустановки (на ствол): 550 вистр. /хв.
- Час розгортання комплексу: 11 с
- Довжина ракети AIM-7E «Sparrow»: 3650 мм.
- Діаметр корпусу ракети: 200 мм
- Розмах крила: 1000 мм
- Стартова вага: 205 кг
- Бойова частина: осколково-фугасна
  - Маса БЧ: 30 кг
- Максимальна швидкість ракети: 3,5 М

## Бойове застосування
В ході війни Кувейту з Іраком один кувейтський ЗРК Skyguard був захоплений іракською армією.

### Російсько-українська війна
Україна отримала від Іспанії принаймні один комплекс восени 2022 року. Відтоді у відкритому доступі інформації про бойове застосування комплексу не з'являлось поки в липні 2023 року російська пропаганда поширила відео знищення баражуючим боєприпасом «Ланцет» пункту управління Skyguard комплексу Skyguard Aspide начебто неподалік Музиківки (Херсонська область). На певній відстані від пункту управління знаходились пускові установки зенітних керованих ракет.

## Оператори

### Україна
В жовтні 2022 року група українських військових прибула до Іспанії для навчання на комплексі Skyguard Aspide.
В листопаді 2022 року Іспанія оголосила про рішення передати Україні один комплекс Україні. Трохи згодом міністр оборони України Олексій Резніков повідомив про прибуття комплексу в Україну.
В січні 2023 року італійські ЗМІ повідомляли про плани Італійського уряду передати комплекс Skyguard Spada.